# Svorkmo Station
Svorkmo Station (Svorkmo stasjon) er en jernbanestation på Thamshavnbanen, der ligger i byområdet Svorkmo i Orkdal kommune i Norge. Stationen ligger langs med elven Orkla.
Stationen åbnede, da den første del af banen fra Thamshavn blev taget i brug 15. juli 1908 efter at være blevet indviet 10. juli 1908. Den fungerede som endestation, indtil resten af banen til Løkken åbnede 15. august 1910. Stationen blev nedlagt 30. april 1963, da al trafik på banen med undtagelse af transport af svovlkis fra Løkken til Thamshavn blev indstillet. Den kom i brug igen i 1983, da der begyndte at køre veterantog på Thamshavnbanen.
Stationsbygningen blev opført til åbningen i 1908 efter tegninger af Finn Knudsen.